# Searcy (Arkansas)
Searcy – miasto w Stanach Zjednoczonych, w stanie Arkansas, siedziba administracyjna hrabstwa White. Według spisu w 2020 roku liczy 22,9 tys. mieszkańców. 